# Neil Beloufa
Neïl Beloufa est un artiste plasticien franco-algérien né en 1985 à Paris. Reconnu notamment pour ses installations vidéos, il a présenté diverses expositions monographiques en France et à l'international. Il a reçu plusieurs prix en art contemporain. Ses œuvres sont collectionnées par le Musée national d'Art moderne Georges Pompidou et le MoMA. Il est représenté par les galeries Balice Hertling (Paris), Mendes Wood (New York, São Paulo), Galleria Zero (Milan) et François Ghebaly (Los Angeles).   

## Biographie et formation
Son père, Farouk Beloufa, est un cinéaste algérien. 
Neïl Beloufa a étudié en France à l'École nationale supérieure des beaux-arts et à l'École nationale supérieure des arts décoratifs de Paris. Il s'est également formé aux États-Unis, au California Institute of the Arts et à la Cooper Union de New York. Il a terminé sa formation au Fresnoy, studio national des arts contemporains (Tourcoing) de 2009 à 2011,. Il a créé un lieu d'art autogéré à Villejuif.
En 2021, il co-fonde - avec Jesse McKey - ebb.global, un studio créatif décentralisé piloté par une équipe multidisciplinaire d'artistes, commissaires, chercheur·e·x et développeur·e·x.  ebb.global explore l’intégration de nouvelles technologies aux domaines de la culture, contribuant activement à la création de nouveaux modèles de distribution en adéquation avec les valeurs émergentes de notre société. Depuis sa création, ebb.global a collaboré avec des institutions culturelles, des DAOs, des marques et des artistes contemporains et numériques. (Luma Arles, Secession Vienne, FWB - Friends with Benefits, Fingerprint Dao, Hermès, Lafayette Anticipations, Ateliers Médicis,... )

## Prix et distinctions
Neïl Beloufa a obtenu le Prix Le Meurice pour l'art contemporain en 2013, l'Audi Talent Award en 2011 et le Prix Agnès B. studio Collector en 2010. Il a été nommé pour le prix Nam Jun Paik (Allemagne) en 2016, le Prix Fondation d’entreprise Ricard en 2010 et le prix Marcel Duchamp en 2015. Il a également obtenu le Grand Prix IndieLisboa (Lisbonne, 2009), le Prix Videoformes de la Ville de Clermont-Ferrand (2009), le Prix Arte (2008), un prix au 54e Festival international du court métrage d'Oberhausen (2008) et le Dialogpreis de l'EMAF (Osnabruck).

## Œuvres
- 2012 : World Domination, série d'œuvres qui critiquent l'impérialisme culturel et économique
- 2014 : Counting on People, installation interactive où les spectateurs peuvent interagir avec des vidéos projetées
- 2015 : Superlatives and Resolutions, installation vidéo qui explore les dynamiques de pouvoir à travers des interviews fictives

## Expositions
Une de ses premières vidéos, Kempinski, a été montrée à la galerie WhiteBox (New York, 2008), au New Museum (New York, 2011) puis à la Biennale de Venise (exposition internationale, 2013). Il a présenté des expositions solo au Palais de Tokyo (2018) et au MoMA (New York, 2016), entre autres. Il a également participé à la Biennale d'art contemporain de Lyon.